# Gertraud Hopf
Gertraud Hopf, geboren als Gertraud Maria Josefa Schneider (17. Februar 1920 in Wien – 19. August 2008 ebenda) war eine österreichische Opernsängerin der Stimmlage Sopran. Sie gastierte an der Wiener Staatsoper und bei den Bayreuther Festspielen.

## Leben und Werk
Gertraud Hopf absolvierte ihre Gesangsausbildung überwiegend bei Anna Bahr-Mildenburg, einer legendären Hofopernsängerin. In der Spielzeit 1947/48 war sie in der Zürcher Oper in zwei Partien zu sehen und zu hören – als Liù in Puccinis Turandot und als Saffi im Zigeunerbaron von Johann Strauß. Sie debütierte am Stadttheater Graz in der Titelpartie von Verdis Aida. Fünfzehn Spielzeiten war sie an diesem Haus fest engagiert, zuerst 1949–51 und dann 1957–70. Sie sang überwiegend deutsches Fach, übernahm aber auch Rollen in italienischen und zeitgenössischen Opern. Ihr Repertoire reichte vom lyrischen und jugendlich-dramatischen Fach bis zur hochdramatischen Sopranistin – von der Figaro-Gräfin über die Fidelio-Leonore bis zu Sieglinde, Brünnhilde und  Isolde. 1963 sang sie in Graz in der österreichischen  Erstaufführung des Feurigen Engels von Sergei Prokofjew die Renata. An der Wiener Staatsoper gastierte sie an vier Abenden in vier verschiedenen Hauptrollen, 1949 als Saffi im Zigeunerbaron, 1953 als Elsa von Brabant im Lohengrin, Eva in den Meistersingern von Nürnberg und als Leonore im Troubadour. Von 1951 bis 1954 gastierte sie regelmäßig am Landestheater Salzburg, in den 1960er Jahren in verschiedenen Rollen bei den Bayreuther Festspielen, als Gerhilde und Waltraute sowie als 3. Norn. Weitere Gastspiele führten sie an die Mailänder Scala, wo sie die Sigrune in der Walküre sang, nach Brüssel, Paris und Zürich. Kutsch/Riemens nennen als weitere wichtige Rollen die Donna Elvira, Agathe im Freischütz, Senta, Tannhäuser-Elisabeth, Kundry, Chrysothemnis, Marschallin und Färberin sowie die Titelheldinnen von Tosca, Jenůfa, Mona Lisa und Arabella.
Auch als Konzertsängerin war sie geschätzt.

## Wettbewerb
- 1948 Preisträgerin beim Concours in Scheveningen